# The Chain
«The Chain» es una canción de la banda británico-estadounidense Fleetwood Mac, publicada en 1977 como parte de su undécimo álbum de estudio, Rumours. Es la única canción del álbum acreditada a los cinco miembros (Lindsey Buckingham, Mick Fleetwood, Christine McVie, John McVie y Stevie Nicks). 
La canción se creó a partir de la combinación de varios materiales previamente rechazados, incluido el trabajo en solitario de Buckingham, Nicks y Christine McVie. Se ensambló manualmente empalmando cintas de grabación en los estudios de Record Plant en Sausalito (California), con los ingenieros Ken Caillat y Richard Dashut.
Tras el éxito comercial y de crítica, The Chain se convirtió en un elemento básico de los conciertos en directo de la banda, especialmente como la canción con la que inician los mismos.

## Composición
Según entrevistas sobre la redacción del disco Rumours, la sección final de la canción, que comenzaba con una progresión del bajo, fue creada por John McVie y Mick Fleetwood. Stevie Nicks había escrito la letra por separado y pensó que sería una buena combinación; ella y Christine McVie hicieron algunas modificaciones para crear la primera sección de la melodía. Se trabajaron otros elementos de un proyecto temprano de Christine llamado Keep Me There, que eliminó el motivo de estilo blues, pero manteniendo la progresión de acordes. Para completar la canción, Buckingham recicló la intro de una canción anterior, Lola (My Love), originalmente lanzado en su álbum homónimo de 1973.
La canción en sí tiene una estructura básica de rock, aunque queda diferenciada en dos partes distintas: el verso principal y el estribillo, y el resto. También están presentes las influencias del hard rock, el folk y el country. El uso del dobro, una especie de guitarra acústica que incorpora un resonador, proporcionó el riff en las estrofas. La guitarra usa una afinación en D (Re) con cejilla en el segundo traste. Está en Mi menor, que es la tonalidad relativa menor de Sol.

## Recepción
Rumours tuvo el elogio de la crítica especializada al poco de ser lanzado al mercado. Un análisis posterior de The Chain también ha llevado a muchos a citarla como una de las expresiones más evocadoras de la fractura interna entre varios miembros de la banda en ese momento. Buckingham y Nicks estaban terminando su relación al mismo tiempo que los matrimonio de John y Christine McVie y de Mick Fleetwood con su esposa, Jenny Boyd.

## Usos posteriores
La canción fue versionada en 2004 por la banda de rock estadounidense Tantric, como parte de su álbum After We Go. También Evanescence, en 2019, realizaría su propia versión del tema de Fleetwood Mac.
Fue usada como tema musical de las coberturas que la BBC hacía durante las transmisiones de la Fórmula 1 en el Reino Unido, primero desde 1978 hasta 1996, y nuevamente desde 2009 hasta 2015, lo que hacía que la canción fuera altamente reconocible en el país.
En la parte cinematográfica, apareció tanto en el tráiler como dentro de la banda sonora de la película Guardianes de la Galaxia vol. 2 (2017) y en los créditos finales de The Kitchen (2019), versionada en esta última por el grupo The Highwomen.
En Uruguay, en los años 80, la parte final donde el bajo va progresando (aproximadamente entre 2:48 y 3:45) se usó como introducción en los VHS de alquiler que la empresa productora Halven Home Video distribuía en los videoclubes del país, lo que hizo la canción muy reconocida hasta el día de hoy.